# Doan Viet Hoat
Đoàn Việt Hoạt, né  le 24 décembre 1942 dans la province de Hà Tây (Tonkin, Indochine française) et mort le 14 mai 2025 à Fountain Valley (Californie), est un militant des droits de l'homme vietnamien.

## Biographie
En 1963, Đoàn Việt Hoạt participe au mouvement de protestation des étudiants bouddhistes contre la politique du gouvernement Ngo Dinh Diem. En 1971, il obtient un doctorat en gestion universitaire à l'université de Tallahassee (en Floride). Il enseigne ensuite à l'université Van Hanh jusqu'à sa fermeture en 1975.
S'il est dépeint sur son site officiel comme le « Sakharov vietnamien », c'est qu'il a passé près de vingt ans en prison  pour relation illégale avec les États-Unis et  pour la diffusion des documents antigouvernementaux.
Pour le premier chef d'inculpation, en 1976, il n'a jamais été jugé jusqu'à sa libération en 1988. La deuxième condamnation, en 1990 pour sa revue Diên Dan Tu Do (« Forum Libre »), devait être de vingt ans. On peut y lire de sa main : 
« Un nouveau combat commence : c'est un combat contre la pauvreté, le sous-développement et la dictature. C'est un combat pour ramener la prospérité, le progrès, la liberté aux Vietnamiens. Les vainqueurs de ce combat seront les Vietnamiens et le Vietnam, les seuls perdants seront les fanatiques d'une idéologie arriérée et autocritique ...  »
Il reçoit la plume d'or de la liberté par l'association mondiale des journaux (AMJ) le premier juin 1998, et il est libéré le premier septembre de la même année.
Il continue son action depuis les États-Unis.